# Rat des marais de Lukolela
Praomys lukolelae
Espèce
Synonymes
- Praomys tullbergi lukolelae Hatt, 1934[3]

Statut de conservation UICN

 LC  : Préoccupation mineure
Le Rat des marais de Lukolela (Praomys lukolelae) est une espèce de rongeurs de la famille des Muridae endémique de la République démocratique du Congo.

## Systématique
Cette espèce a été initialement décrite par Robert Hatt (d) en 1934 comme étant une sous-espèce de Praomys tullbergi, sous le taxon de Praomys tullbergi lukolelae.

## Étymologie
Son nom spécifique, lukolelae, ainsi que son nom vernaculaire font référence au lieu de sa découverte à proximité de la localité de Lukolela en République démocratique du Congo.

## Publication originale
- (en) Robert T. Hatt, « Fourteen hitherto unrecognized African rodents », American Museum Novitates, New York, Musée américain d'histoire naturelle, no 708,‎ 4 avril 1934, p. 1-15 (ISSN 0003-0082 et 1937-352X, OCLC 47720325, lire en ligne).